# Времена года (Чайковский)
«Времена года» — фортепианный цикл Петра Чайковского, написанный в 1875—1876 годах и состоящий из 12 характеристических картин, опус 37-bis.

## История создания
Идея цикла и заглавия пьес принадлежали Николаю Матвеевичу Бернарду (1843—1905), издателю журнала «Нувеллист», сыну Матвея Бернарда, с которым Чайковский сотрудничал с 1873 года. Примерно в ноябре 1875 года Бернард послал Чайковскому заказ на фортепианный цикл. Письмо издателя не сохранилось, однако его содержание легко себе представить на основании ответа композитора (письмо Н. М. Бернарду от 24 ноября 1875): «Получил Ваше письмо. Очень благодарен Вам за любезную готовность платить мне столь высокий гонорарий. Постараюсь не ударить лицом в грязь и угодить Вам. Я пришлю Вам в скором времени 1-ю пьесу, а может быть и разом две или три. Если ничто не помешает, то дело пойдёт скоро: я очень расположен теперь заняться фортепианными пьесками. Ваш Чайковский. Все Ваши заглавия я сохраняю». Следовательно, названия пьес, то есть сюжетов-картинок, были предложены композитору издателем.
В декабре того же года в журнале «Нувеллист» появляется объявление об издании в следующем году нового цикла пьес Чайковского. О работе над циклом почти ничего не известно, кроме того, что автор приступил к ней в Москве. 13 декабря 1875 года композитор писал Н. М. Бернарду: «Сегодня утром, а может быть и вчера ещё Вам высланы по почте две первые пьесы. Я не без некоторого страха препроводил их к Вам: боюсь, что Вам покажется длинно и скверно. Прошу Вас откровенно высказать Ваше мнение, чтобы я мог иметь в виду Ваши замечания при сочинении следующих пьес. <…> Если вторая пьеса покажется негодной, то напишите мне об этом <…>. Если Вы пожелаете пересочинения „Масленицы“, то, пожалуйста, не церемоньтесь и будьте уверены, что к сроку, то есть к 15-му января, я Вам напишу другую. Вы платите мне такую страшную цену, что имеете полнейшее право требовать всяких изменений, дополнений, сокращений и пересочинений».
Пьесы, очевидно, удовлетворили Н. М. Бернарда, так как были изданы точно в положенный срок и в полном соответствии с автографом.
При издании в журнале «Нувеллист» пьесы получили поэтические эпиграфы. По-видимому, инициатором этого был Бернард. Неизвестно, знал ли Пётр Ильич заранее о включении эпиграфов и обсуждался ли с ним выбор стихов, но так как все прижизненные издания включали их, композитор так или иначе это одобрил.
Все заглавия пьес были придуманы Бернардом, но к двум из них Чайковский внёс свои дополнения: «Святки» получила подзаголовок Вальс, а «Жатва» — Скерцо. В поздних изданиях Петра Юргенсона подзаголовки композитора были утрачены.
13 декабря 1875 года началась подготовка первых пьес к изданию (на тот момент были готовы две из них). Пьесы Чайковского открывали каждый номер, кроме сентябрьского, в котором журнал открывала «Сербская походная песня» в переложении для фортепиано композитора Войтеха Главача, что было откликом на антитурецкое восстание в Герцеговине. В конце 1876 года Бернард выпустил пьесы отдельным сборником с заглавием «Времена года». Здесь общее название цикла употреблялось впервые и было дано опять-таки Бернардом. На обложке были изображены 12 картинок.

## Состав цикла стихотворений

### «Январь. У камелька»
Эпиграф из произведения Александра Пушкина:
«И мирной неги уголок

Ночь сумраком одела,

В камине гаснет огонёк,

И свечка нагорела».

### «Февраль. Масленица»
Эпиграф взят из Петра Вяземского:
«Скоро масленицы бойкой

Закипит широкий пир».
В «Масленице» композитор изображает сцены народного гулянья, веселья и задора.

### «Март. Песня жаворонка»
Эпиграф из произведения Аполлона Майкова:
«Поле зыблется цветами,

В небе льются света волны,

Вешних жаворонков пенья

Голубые бездны полны».

### «Апрель. Подснежник»
Эпиграф из произведения Аполлона Майкова:
«Голубенький, чистый подснежник – цветок,

А подле сквозистый последний снежок.

Последние слёзы о горе былом

И первые грёзы о счастье ином».

### «Май. Белые ночи»
Эпиграф из произведения Афанасия Фета:
«Какая ночь! На всём какая нега!

Благодарю, родной полночный край!

Из царства льдов, из царства вьюг и снега,

Как свеж и чист твой вылетает Май!»

### «Июнь. Баркарола»
Эпиграф из произведения Алексея Плещеева:
«Выйдем на берег, там волны

Ноги нам будут лобзать,

Звёзды с таинственной грустью

Будут над нами сиять».

### «Июль. Песнь косаря»
Эпиграф из произведения Алексея Кольцова:
«Раззудись, плечо,

Размахнись, рука!

Ты пахни в лицо,

Ветер с полудня!»

### «Август. Жатва»
Эпиграф из произведения Алексея Кольцова:
«Люди семьями принялися жать,

Косить под корень рожь высокую!

В копны частые снопы сложены,

От возов всю ночь скрипит музыка».

### «Сентябрь. Охота»
Эпиграф из произведения Александра Пушкина (Граф Нулин):
«Пора, пора! Рога трубят;

Псари в охотничьих уборах

Чем свет уж на конях сидят;

Борзые прыгают на сворах».

### «Октябрь. Осенняя песнь»
Эпиграф из произведения Алексея Толстого:
«Осень, обсыпается весь наш бедный сад,

Листья пожелтелые по ветру летят».

### «Ноябрь. На тройке»
Эпиграф из произведения Николая Некрасова:
«Не гляди же с тоской на дорогу

И за тройкой вослед не спеши,

И тоскливую в сердце тревогу

Поскорей навсегда заглуши!»

### «Декабрь. Святки»
Эпиграф из произведения Василия Жуковского:
«Раз в крещенский вечерок

Девушки гадали:

За ворота башмачок,

Сняв с ноги, бросали…»

## Избранная дискография
Сборник «Времена года» принадлежит к числу наиболее часто исполняемых фортепианных сочинений Чайковского. Многие пианисты (например, Сергей Рахманинов, Святослав Рихтер) исполняли и записывали отдельные пьесы из сборника. Ниже приведены некоторые аудиозаписи сборника целиком:
- 1939—1947 Константин Игумнов (CD Dante Productions HPC068)
- 1957? Лев Оборин (LP Мелодия 33Д-04104-5)
- 1986 Михаил Плетнёв (CD (p) 1991 Международная книга MK 418008)
- 1990 Ансамбль скрипачей Сибири (CD Мелодия: А10 00667 004).
- 1998 Владимир Ашкенази (CD Decca 466 562-2)
- 2004? Денис Мацуев (CD RCA Red Seal 82876799612)
- 2015 Lang Lang in Paris (CD Sony Classical)
- 2016 Андрей Писарев (CD SMC CD 0203)
- 2024 Bruce Liu (Deutsche Grammophon (DG))

## В культуре
- Фрагмент пьесы «Декабрь» был использован в музыкальном оформлении мультфильма Владислава Старевича «Рождество у обитателей леса» 1912 года.
- «Баркарола» в разных аранжировках используется в заставке и является основной музыкальной темой китайского сериала «Мятежник» о сотруднике спецслужб Гоминьдана, вышедшего в 2021 году. Также сборник «Времена года» несколько раз упоминается в этом сериале.